# Chimalapa
Chimalapa es una localidad de México perteneciente al municipio de Acaxochitlán en el estado de Hidalgo.

## Toponimia
Chimal-apan, de origen náhuatl; Chimalli, escudo, y apan, río. También es Chimalapan, que se compone de chimalli, escudo o rodela, de atl, agua, y de pan, en; y significa: "En el agua (río) de los escudos".

## Geografía
La localidad se encuentra localizada en las coordenadas geográficas 20°11′17.435″N 98°9′35.526″O / 20.18817639, -98.15986833, con una altitud de 2042 m s. n. m. Se encuentra a una distancia aproximada de 7.53 kilómetros al noreste de la cabecera municipal, Acaxochitlán. Se encuentra en la región geográfica de la Sierra de Tenango.
En cuanto a fisiografía se encuentra dentro de la provincia del Eje Neovolcánico dentro de la subprovincia de Lagos y Volcanes de Anáhuac; su terreno es de sierra. En lo que respecta a la hidrología se encuentra posicionado en la región Tuxpan-Nautla, dentro de la cuenca del río Cazones, en la subcuenca del río San Marcos. Cuenta con un clima templado húmedo con lluvias todo el año.

## Demografía
En 2020 registró una población de 2217 personas, lo que corresponde al 4.81 % de la población municipal. De los cuales 1041 son hombres y 1176 son mujeres. Tiene 354 viviendas particulares habitadas.
| Gráfica de evolución demográfica de Chimalapa entre 1980 y 2020                              |
|                                                                                              |
| Población de los censos y conteos del Instituto Nacional de Estadística y Geografía (INEGI). |